# Leave Me Alone (I’m Lonely)
Leave Me Alone (I’m Lonely) – szósty singiel amerykańskiej wokalistki pop-rockowej Pink pochodzący z albumu I’m Not Dead.

## Lista utworów
- UK Single

1. „Leave Me Alone (I’m Lonely)” – 3:18
2. „Dear Mr. President” [Featuring Indigo Girls] – 4:33
3. „Dear Mr. President” [Live] – 4:45
4. „Leave Me Alone (I’m Lonely)” [Live] – 4:44
5. „Leave Me Alone (I’m Lonely)” [Digital Dog Radio Mix] – 2:48
6. „Leave Me Alone (I’m Lonely)” (Digital Dog Full Remix) – 6:23

- Australian CD Single

1. „Leave Me Alone (I’m Lonely)” – 3:18
2. „Dear Mr. President” [Live From Wembley Arena] – 4:49
3. „Who Knew” [Live From Wembley Arena] – 3:26

## Pozycje
| Lista (2007)             | Najwyższa pozycja |
| ------------------------ | ----------------- |
| Australian Airplay Chart | 3                 |
| Slovakia Singles Chart   | 17                |